# 由仁站
由仁站（日语：／ Yuni eki */?）是位於北海道夕張郡由仁町古山，北海道旅客鐵道（JR北海道）的室蘭本線車站。

## 歷史

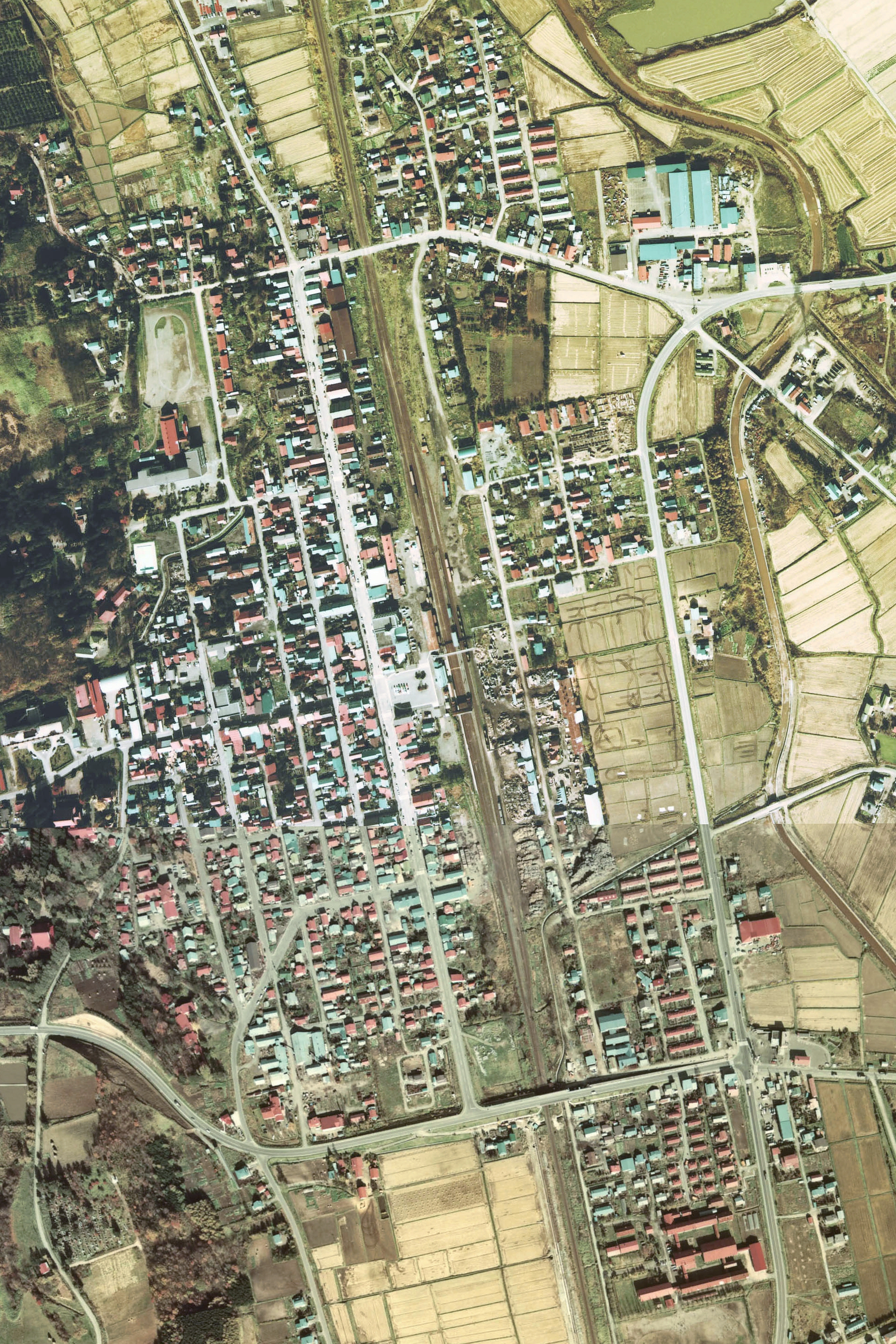
1976年由仁站周邊1公里×1.5公里範圍。

- 1892年（明治25年）8月1日：北海道炭礦鐵道室蘭站（現時：東室蘭站）至岩見澤站之間開通，此站啟用。當時為一般車站[1]。
- 明治30年前後 - 北海道炭礦鐵道於此站靠近夕張鐵橋附近敷設砂利岐線，並以直營方式取砂石[3]。後來山原貞藏簽定了分支線的使用契約[3]。
- 1906年（明治39年）10月1日：北海道炭礦鐵道的鐵路線被國有化（日语：鉄道国有法），成為官設鐵道車站[1]。
- 1928年（昭和3年）：車站大樓翻新[4]。
- 1943年（昭和18年）：在軍請求下，敷設了此站至宇古川取砂場的砂利專用線，全長2.2公里[3][5]。在戰後，札建工業簽定了分支線的使用契約[3]。
- 昭和40年代前半：札建工業砂利專用線廢止。
- 1971年（昭和46年）12月：車站大樓北邊設置了人行道跨線橋[6]。
- 1980年（昭和55年）5月15日：結束貨物起卸業務[1]。車站成為業務委託車站[7]。
- 1984年（昭和59年）
  - 2月1日：結束行李起卸業務[1]。
  - 3月31日：成為無人車站[2]。
- 1987年（昭和62年）4月1日：伴隨國鐵分割民營化，車站由北海道旅客鐵道（JR北海道）營運[1]。
- 2006年（平成18年）8月：車站大樓拆毀。
- 2007年（平成19年）：舊車站大樓遺址變成由仁町親睦交流館。

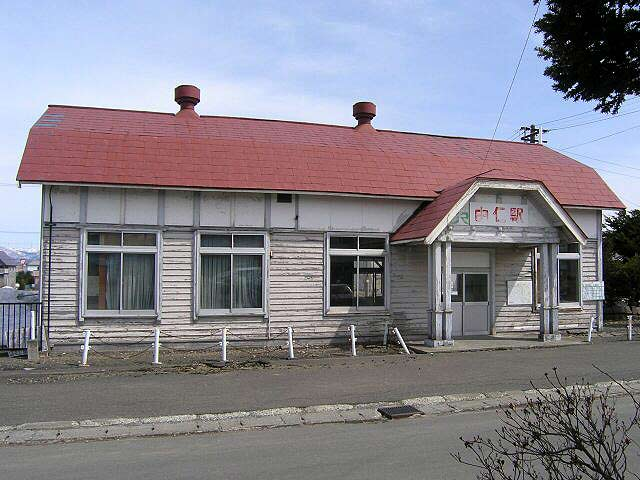
舊車站大樓（2005年4月）
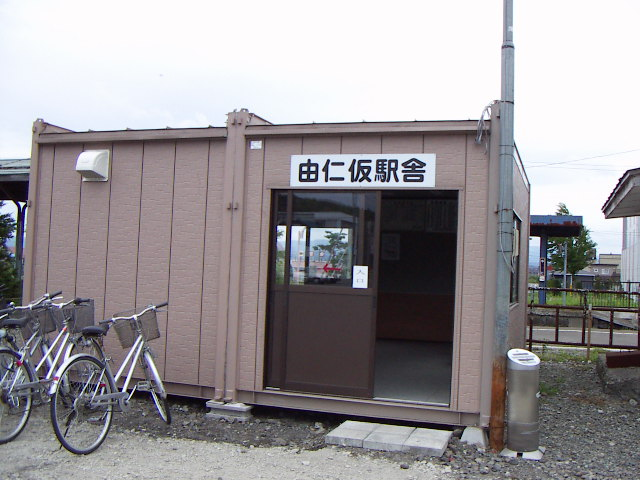
臨時車站大樓（2006年9月）

### 站名的由來
車站名稱取自車站所在的地名。而地名是來自愛奴語中的「Yuunni」（溫泉地方）。另一個說法是來自愛奴語]]中的「I-Un-i」（許多蛇的地方）。

## 車站構造
車站是一座地面車站，設有2面2線的相對式月台。曾經此站設有2面3線的單式、島式月台，當中島式外側為待避線，這個配線比較少見。截至1993年（平成5年），岩見澤一方大部分轉轍器已經撤走，在長萬部一方設有短的側線。另外，在下行線（車站大樓一方）和上行線之間設有渡線。在待避線外側還有側線，這些設施在1993年（平成5年）均已經撤走（包括轉轍器）。兩月台之間設有跨線橋連接。截至1993年（平成5年），下行線（車站大樓一方）靠近岩見澤一方設有1條側線。
此站是由追分站管理的無人車站。車站大樓遺址變成由由仁町設置的交流設施。車站大樓位於路軌西邊（岩見澤方向為左手邊），鄰接下行月台。
車站大樓在啟用時已經存在，後來在1928年（昭和3年）進行翻新。車站大樓外觀是美式風格。後來在2006年（平成18年）8月拆毀。變成沒有車站大樓的車站。後來由仁町在車站大樓地方設置名為「Pappo館 由仁」的親睦交流設施。
設施內設有觀光詢問處，營業時間為10:00 - 15:00，在11月 - 4月的星期六、日及年初年尾暫停營業。現時詢問處內不可購買JR車票，但是在2017年 - 2019年之間可購買JR北海道紀念入場票。車站大樓內設有可對應人工肛門對應設備的廁所。

### 月台
| 月台 | 路線      | 上下行 | 方向             |
| ---- | --------- | ------ | ---------------- |
| 1    | ■室蘭本線 | 下行   | 岩見澤方向       |
| 2    | ■室蘭本線 | 上行   | 苫小牧、糸井方向 |

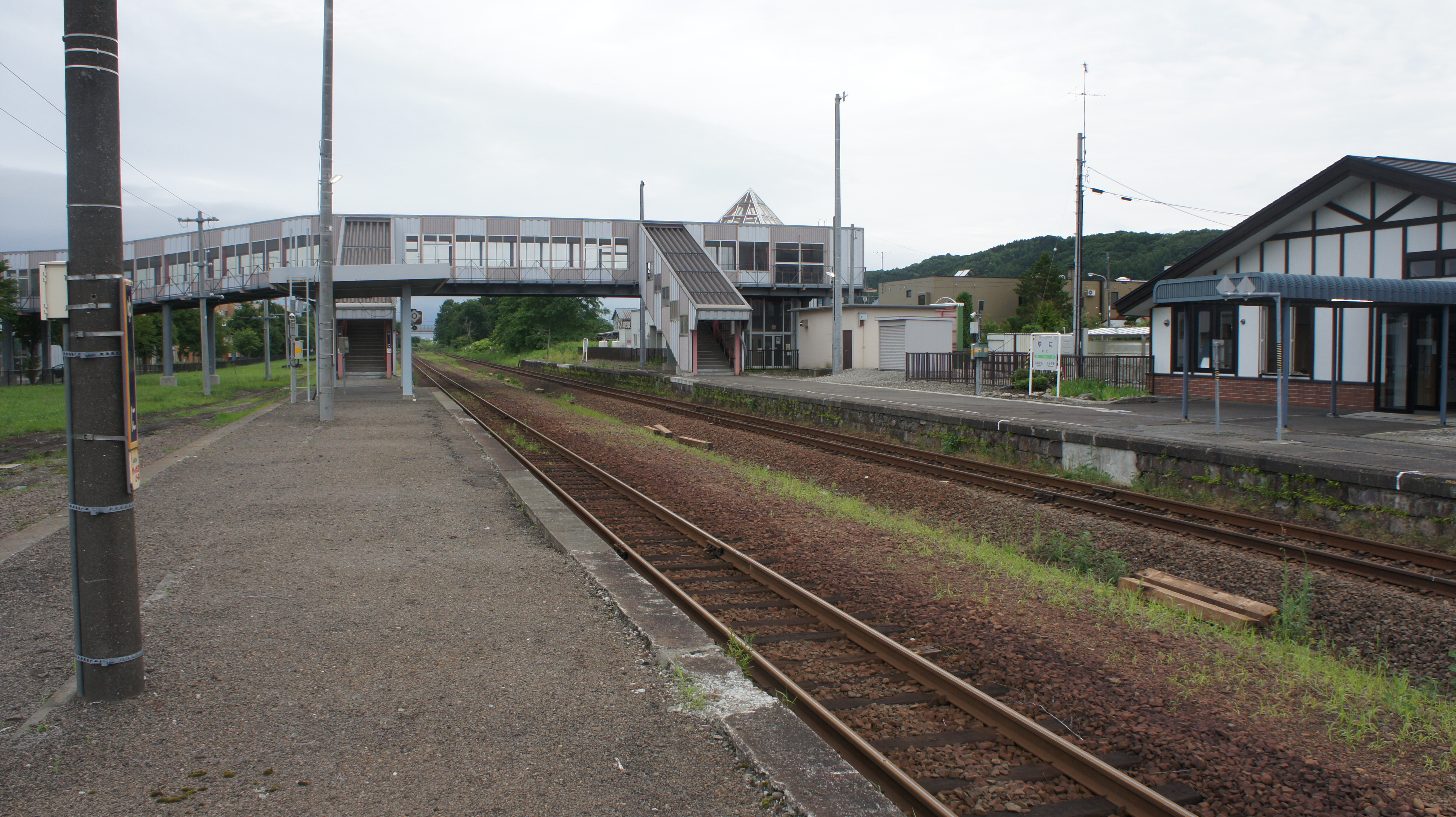
月台（2017年7月）
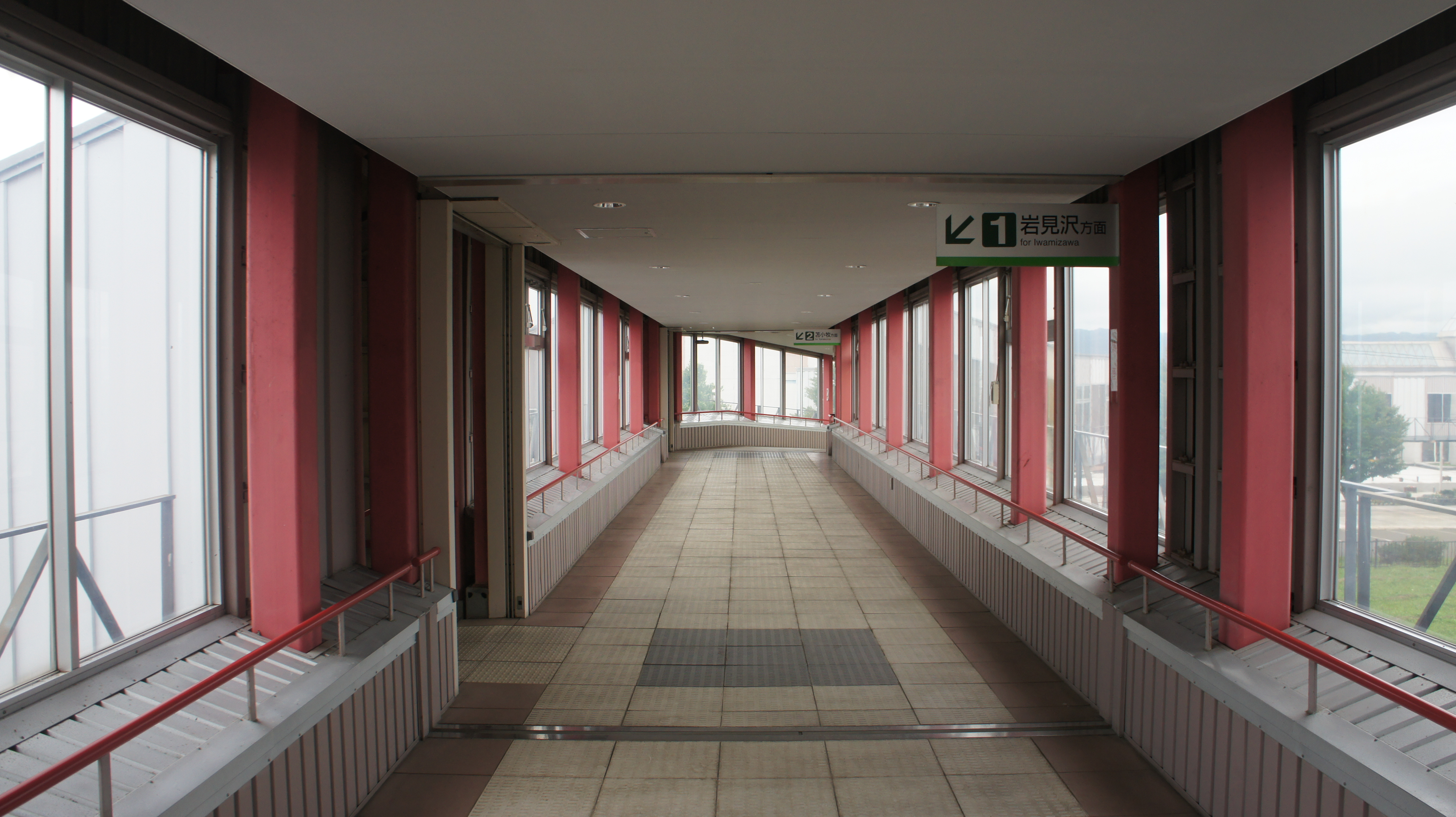
跨線橋（2017年7月）
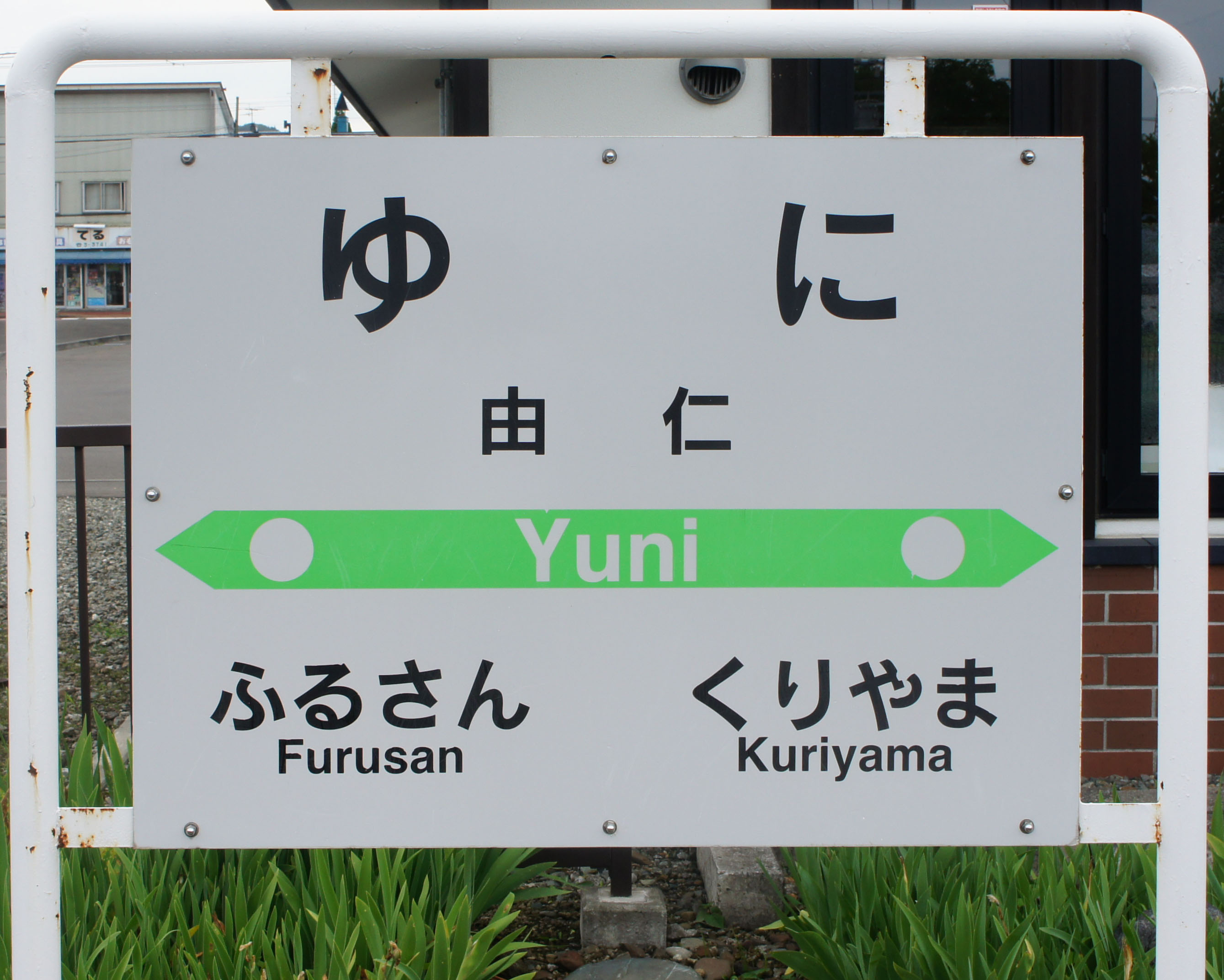
站名牌（2017年7月）

## 使用狀況
- 在1981年度（昭和56年度）的1日上下車人次為301人[10]。
- 在1992年度（平成4年度）的1日上下車人次為180人[9]。
- 在2012 - 2016年（平成24 - 28年）的乘車人次（指定平日調査）為平均78.8人[14]。
- 在2013 - 2017年（平成25 - 29年）的乘車人次（指定平日調査）為平均78.8人[15]。
- 在2014 - 2018年（平成26 - 30年）的乘車人次（指定平日調査）為平均78.6人[16]。
- 在2015 - 2019年（平成27 - 令和元年）的乘車人次（指定平日調査）為平均82.2人[17]。

以下為1日平均上下車人次列表：
| 上下車人次變化 | 上下車人次變化 |
| 年度           | 1日平均人次    |
| -------------- | -------------- |
| 2011           | 130            |
| 2012           | 142            |
| 2013           | 132            |
| 2014           | 124            |

## 車站周邊
車站位於由仁町中心，但是距離町公所有一段距離。
- 北海道道477號瀧下由仁停車場線、北海道道602號東三川由仁停車場線
- 北海道道3號札幌夕張線（日语：北海道道3号札幌夕張線）
- 由仁町公所
  - 北海道銀行栗山分店由仁町公所派出所
- 由仁町健康元氣製作館
- 栗山警署（日语：栗山警察署）由仁駐在所
- 由仁郵局
- 空知信用金庫（日语：空知信用金庫）由仁分店
- 空知南農業協同組合（日语：そらち南農業協同組合）（JA空知南）由仁分所
- 由仁町立由仁小學
- 由仁町立由仁中學
- 伏見台公園 - 車站西南方約2公里[10]。
- 馬追溫泉 - 車站西北方約3公里[10]。
- 伏見溫泉Yuni之湯
- 由仁川
- 北海道中央巴士（日语：北海道中央バス）（岩見澤營業所（日语：北海道中央バス岩見沢営業所））、夕張鐵道（日语：夕張鉄道）（札幌急行線）「由仁站前」巴士站[20][21]

## 其他
- 富士電視台系列的《Super Kids Zone（日语：ポンキッキーズ）》節目中，SL之歌「Bobo」（電氣魔軌）的初頭影像在此站拍攝。

## 相鄰車站
北海道旅客鐵道（JR北海道）
室蘭本線
古山－由仁－栗山

## 注腳
1. 1 2 3 4 5 6  石野哲（編）. . JTB. 1998: 855-856. ISBN 978-4-533-02980-6 （日语）.
2. 1 2  . 鐵道公報 (日本國有鐵道總裁室文書課). 1984-03-31: 4 （日语）.
3. 1 2 3 4  由仁町史 1973年發行，P851-853。
4. 1 2  山宮喬也. . バルク・カンパニー. 2012-12-15: 162 （日语）.
5. ↑  國土地理院 地圖、航空照片參閲服務 1962年航空照片 MHO623X-C6-13（日語）
6. ↑  由仁町史 P480。
7. ↑  . 交通新聞 (交通協力会). 1980-05-18: 1 （日语）.
8. ↑  書籍《北海道鉄道駅大図鑑》（著：本久公洋，北海道新聞社，2008年8月發行）114頁。
9. 1 2 3 4 5 6  書籍《JR・私鉄全線各駅停車1 北海道630駅》（小學館，1993年6月發行）91頁。
10. 1 2 3 4  書籍《国鉄全線各駅停車1 北海道690駅》（小學館，1983年7月發行）87頁。
11. ↑  書籍《駅舎再発見》（著：杉崎行恭，JTB出版，2000年12月發行）101頁。
12. 1 2 3  . 由仁町観光協会.   [2020-05-27]. （原始内容存档于2020-05-27） （日语）.
13. ↑  . 北海道旅客鉄道.   [2020-05-27]. （原始内容存档于2019-07-14） （日语）.
14. ↑   (PDF) (新闻稿). 北海道旅客鉄道株式会社: 8. 2017-12-08  [2018-08-18]. （原始内容 (PDF)存档于2018-08-17） （日语）.
15. ↑   (PDF) (新闻稿). 北海道旅客鉄道株式会社: 3. 2018-07-02  [2018-08-18]. （原始内容 (PDF)存档于2018-08-17） （日语）.
16. ↑   (PDF). 北海道旅客鉄道: 3. 2019-10-18  [2019-10-18]. （原始内容 (PDF)存档于2019-10-18） （日语）.
17. ↑   (PDF). 北海道旅客鉄道: 3. 2020-10-30  [2020-11-04]. （原始内容 (PDF)存档于2020-11-02） （日语）.
18. ↑  国土数値情報　駅別乗降客数データ  （页面存档备份，存于）（日語） - 國土交通省，2020年9月24日參閲
19. ↑  北海道の交通関係 （页面存档备份，存于）（日語） 2020年9月24日參閲
20. ↑  . 北海道中央バス.   [2019-05-31]. （原始内容存档于2018-01-26）.
21. ↑   (PDF). 夕張鉄道.   [2019-05-31] （日语）.[]